# リアノン・ディクソン
リアノン・ディクソン（Rhiannon Dixon、1995年4月16日 - ）は、イングランドのプロボクサー、元薬剤師。元WBO女子世界ライト級王者。

## 来歴
マンチェスター大学在学中の21歳でボクシングを始め、大学卒業後は薬剤師として病院勤務の傍ら、2019年にプロ転向。コロナ明け後は兼業からプロボクサーに本格転向。
2023年3月11日、ビッキー・ウィルキンソンとのCBC女子英連邦ライト級王座決定戦に臨み、6回TKOでプロ初タイトル獲得
2023年9月30日、カタリーナ・サンダーズとのEBU女子ヨーロッパライト級王座決定戦に臨み、3-0判定でEBU王座獲得
2024年4月13日、ケイティー・テイラーが返上したWBO女子世界ライト級王座決定戦でカレン・エリザベス・カラバハルと対戦し、3-0（98-91、96-93、97-92）判定で勝利しWBO王座獲得に成功。
2024年9月28日、シェフィールドのパーク・コミュニティ・アリーナで元WBA・IBO女子世界スーパーウェルター級、元WBC・IBO女子世界スーパーフェザー級2階級制覇制覇王者のテリー・ハーパーとWBO女子世界ライト級タイトルマッチに臨むも、プロ初黒星となる10回0-3（93-97×2、94-96）の判定負けを喫し王座から陥落、ハーパーの3階級制覇を許す形となった。

## 戦績
- プロボクシング：11戦 10勝 1KO 1敗

| 戦           | 日付           | 勝敗 | 時間    | 内容    | 対戦相手                       | 国籍         | 備考                                |
| ------------ | -------------- | ---- | ------- | ------- | ------------------------------ | ------------ | ----------------------------------- |
| 1            | 2019年9月28日  | ☆    | 4R      | 判定    | Vaida Masiokaite               | イギリス     | プロデビュー戦                      |
| 2            | 2019年12月7日  | ☆    | 4R      | 判定    | Bojana Libiszewska             | ポーランド   |                                     |
| 3            | 2021年9月12日  | ☆    | 4R      | 判定    | Karina Szmalenberg             | ポーランド   |                                     |
| 4            | 2021年12月18日 | ☆    | 6R      | 判定    | Vaida Masiokaite               | リトアニア   |                                     |
| 5            | 2022年5月20日  | ☆    | 6R      | 判定    | Mahjouba Oubtil                | モロッコ     |                                     |
| 6            | 2022年9月24日  | ☆    | 6R      | 判定    | Edina Kiss                     | イギリス     |                                     |
| 7            | 2022年12月10日 | ☆    | 8R      | 判定    | Kristine Shergold              | イギリス     |                                     |
| 8            | 2023年3月11日  | ☆    | 6R 1:06 | TKO     | ビッキー・ウィルキンソン       | イギリス     | CBC女子英連邦ライト級王座決定戦     |
| 9            | 2023年9月30日  | ☆    | 10R     | 判定3-0 | カタリーナ・サンダーズ         | ノルウェー   | EBU女子ヨーロッパライト級王座決定戦 |
| 10           | 2024年4月13日  | ☆    | 10R     | 判定3-0 | カレン・エリザベス・カラバハル | アルゼンチン | WBO女子世界ライト級王座決定戦       |
| 11           | 2024年9月28日  | ★    | 10R     | 判定0-3 | テリー・ハーパー               | イギリス     | WBO陥落                             |
| テンプレート |                |      |         |         |                                |              |                                     |

## 獲得タイトル
- CBC女子英連邦ライト級王座
- EBU女子ヨーロッパライト級王座
- WBO女子世界ライト級王座（防衛0）